# Rejon aleksiejewski (Tatarstan)
Rejon aleksiejewski (ros. Алексеевский район, tatar. Alekseyevski Rayonı) – rejon w należącej do Rosji autonomicznej republice Tatarstanu.
Rejon leży w środkowej części kraju; jego ośrodkiem administracyjnym jest 
osiedle typu miejskiego Aleksiejewskoje. Oprócz niego na terenie tej jednostki podziału terytorialnego znajduje się 19 wsi.